# ادوارد وی. لانگ
ادوارد وی. لانگ (به انگلیسی: Edward V. Long) سناتور سابق عضو حزب دموکرات ایالات متحده آمریکا بود. وی در سال ۱۹۶۰ تا ۱۹۶۸ میلادی سناتور ایالت میزوری در سنای ایالات متحده آمریکا بود.